# السرد القصصي الشفوي

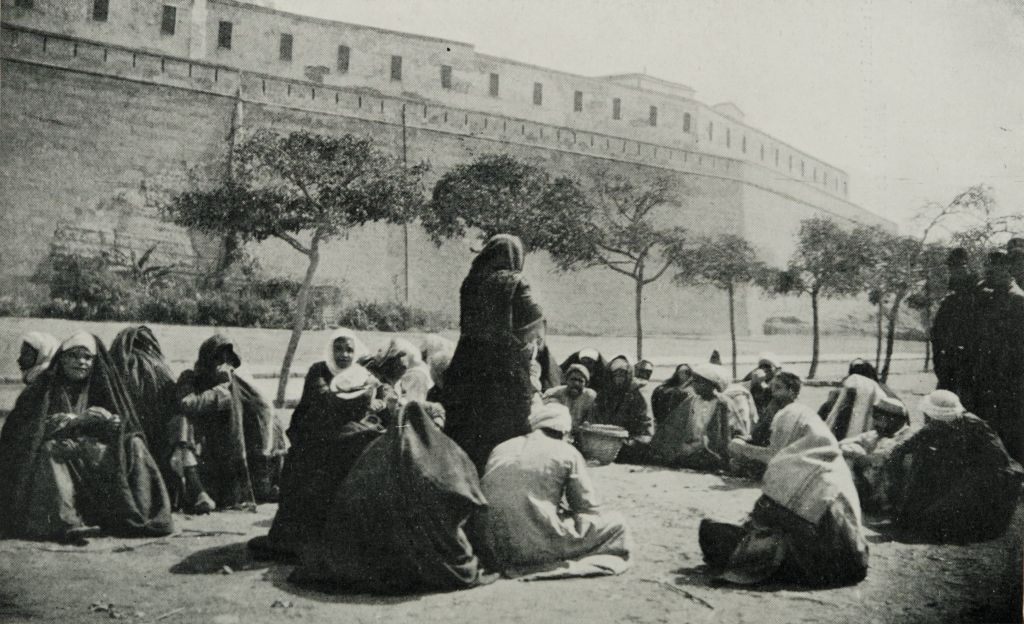

السرد القصصي الشفوي هو تقليد قديم وحميم بين الراوي وجمهوره. الراوي والمستمعون قريبون مكانيا، وغالبًا ما يجلسون معًا في شكل دائري. من خلال سرد القصة بهذا الشكل، يصبح الناس قريبين نفسياً، ويطورون نوع من التواصل مع بعضهم البعض من خلال التجربة الجماعية. يكشف الراوي عن جوانب من نفسه ويكشف المستمعون عن أنفسهم ويشاركونا من خلال استقبالهم للقصة. يتم تعميق العلائق والتواصل والاتصال من خلال رواية القصص الشفوية التي تسمح بتشكيل الحكاية وفقًا لاحتياجات الجمهور و / أو موقع أو بيئة السرد. يشهد المستمعون أيضًا العملية الإبداعية للقاص في وجودهم ويشعرون انهم جزءًا من تلك العملية الإبداعية. يخلق سرد القصص علاقة شخصية مع الراوي والجمهور.
يمكن أن تمتد المرونة في السرد لتشمل الراوي نفسه، إذ بشخصيته الخاصة، وقد يضيف بعض يشارك كل راوٍ الشخصيات إلى القصة. لذا، ستتكون عدة نسخ للقصة الواحدة. َيعد بعض الروائيين أية إضافة هي دخيلة على السرد ًزا لسردهم القصصي، القصصي، ويعدها بعضهم الآخر تعزيزاً لسردهم القصصي، عن طريق إضافة أدوات بصرية وسمعية وإجراءات محددة واستراتيجيات وأجهزة إبداعية، ويؤدى السرد ًيا مثل الأغنية، ًيا أو شعر القصصي بأشكال عدة: نثر المصحوبة بالرقص أو ما يشبه الأداء المسرحي... 

## حاجة الإنسان
. من المحتمل أن السرد القصصي ُوجد مع وجود اللغة. يلبي السرد القصصي حاجة الإنسان إلى تمثيل تجاربه في شكل سردي. ربما اجتمع أسلافنا حول النار مساًء وأعربوا من طريق السرد القصصي عن مخاوفهم ومعتقداتهم وبطولاتهم. إن تاريخ السرد القصصي واضح ًفي الثقافات القديمة مثلا، السكان الأصليين في أستراليا، فقد وفر مجتمع السرد القصصي أمان التفسير؛ لكيفية بدء الحياة وأشكالها المتعددة، ولماذا تحدث الأشياء، وكذلك التسلية والافتنان. عززت القصص المجتمعات، وحافظت عليها، وربطت الحاضر بالماضي والمستقبل. يغذي السرد القصصي المستمع، الذي يربطه بالقصة من طريق الراوي، إضاف ًة إلى ربط الراوي بالمستمعين من طريق القصة.

## التاريخ
ربما كان أول ظهور للقصة القصيرة كان بصورة ترانيم بسيطة، إذ غنى الناس هذه الترانيم في أثناء طحنهم الذرة أو خلال شحذهم لأدواتهم. لقد ابتكر أسلافنا أساطير لتفسير الأحداث الطبيعية، وأضافوا صفات خارقة للأشخاص العاديين، وهو ما أدى إلى نشوء قصة البطل الخارق. احتوى السرد القصصي البدائي على قصص الشعر والموسيقى والرقص. ومن برع في السرد القصصي، أصبحوا فنانين ومعلمين ومستشارين ثقافيين ومؤرخين للمجتمع. إذ إن التاريخ الثقافي نُقل من جيل إلى آخر من طريق السرد القصصي. يمكن رؤية أهمية القصص ورواة القصص عبر تاريخ البشرية من طريق الاحترام الممنوح لرواة القصص المحترفين. أحد الأمثلة من القرن 19 التي توضح أهمية ومكانة الراوي في الماضي، هي قصة ألف ليلة وليلة التي ترويها شهرزاد، ونتيجة لذلك تنجو من الموت. ومن قبل شهرزاد، انعكست قوة رواية القصص من طريق فياسا في بداية ملحمة ماهابهارتا الهندية، إذ يقول: «إذا أنص فستصبح شخصًا آخر في النهاية». ًسمي الرواة في العصور الوسطى بالتروبادور أو المنشدين، وقد كرموا بجعلهم أعضاء في البلاط الملكي. وكان من المتوقع منهم في العصور الوسطى معرفة جميع القصص الحالية، على حد قول الراوية الأمريكية روث سوير: «ليعيدوا سرد كل أطروحات الجامعات الجديرة بالملاحظة، ومطلعين على جميع فضائح البلاط، والقوة العلاجية للأعشاب البسيطة والأدوية، وقادرين على تأليف أبيات من أجل سيد أو سيدة في أي لحظة، وأن يكونوا قادرين على اللعب على آلتين على الأقل من أجل البلاط». ذكر بعض الكتاب وجود 426 ممار ًسا في حفل زفاف الأميرة مارجريت في إنجلترا عام 1920 ،وكان هنالك اثنان من رواة القصص في بلاط الملك إدوارد الأول وغنت امرأتان تحت اسم ماتيل ميكوجي وبيرل إيج.